# Герасим Струмишки
Герасим Струмишки е висш български православен духовник, струмишки митрополит.

## Биография
Той е роден през 1860 година в тракийския град Мустафа паша (днес Свиленград) със светско име Георги Димитров Байрамов. Първоначалното си образование получава в родния си град, където през 1874 година завършва местното класно училище. За да изхранва семейството си, се захваща със занаятчийска дейност. По-късно завършва българското духовно училище в Одрин и приема монашество. Продължава образованието си в Киевската духовна семинария, която завършва през 1889 година. От 1889 до 1891 година е законоучител при Солунската мъжка гимназия и дякон. Същата година става йеромонах и е изпратен от Българската екзархия за председател на българската община в град Струмица. На 20 юли 1894 година е възведен в сан архимандрит. През 1897 година за кратко е назначен за председател на българската община в Битоля.
Заради неуморната си дейност в условията на силен натиск от страна на гръцката пропаганда и способността си да привърже към себе си паството, той сам си спечелва архиерейската мантия. На 22 декември 1897 година Герасим Струмишки е ръкоположен за каноничен струмишки митрополит. Общителен и надарен с голямо красноречие, той работи неуморно за утвърждаване на екзархийското дело в Струмишка епархия.
Герасим Струмишки е трън в очите на местните османски власти и водачите на гръцката партия в града. Струмишкият каймакамин го подозира в революционна дейност, а Високата порта настоява за отзоваването му. На 16 март 1904 година гъркоманинът Васил Христоманов, оръдие на местния гръцки владика и човек на турската тайна полиция, извършва в Струмица неуспешен опит за покушение срещу митрополита.

Герасим Струмишки е сред основателите на революционен комитет на ВМОРО в Струмица на 25 юли 1895 година. Конспиративното събрание се провежда в приемната му стая, където той дава клетва пред д-р Христо Татарчев. Още с въздигането си в архиерейски сан, той влиза в остър конфликт с ръководството на Струмишки революционен окръг на ВМОРО и по-късно с неговия ръководител – войводата Христо Чернопеев. Конфликтът се изостря особено през 1905 година, след осъждането му условно на смърт от Струмишкия районен конгрес. В думите, казани от владиката по повод отправения му упрек от местния каймакамин, се съдържа цялата безизходнст на положението му: 
| „ | - Властта ме гони и иска да ме махне от Струмица, защото съм бил с комитета, а комитетът иска от мене пари и ме преследва, защото не съм с него! | “ |

 Давайки си сметка за последиците за българската национална кауза, ръководителите на Струмишкия революционен окръг не изпълняват присъдата.
След Солунските атентати от 1903 година, струмишкият гръцки митрополит убеждава турската власт да постави Герасим Струмишки под домашен арест и да не го признава за митрополит. Местната телеграфопощенска станция не приема и не предава официалните писма и телеграми адресирани до него. Едва на 4 юли 1903 година, след застъпничеството на едно посолство, Герасим Струмишки е освободен от ареста.  По това време негов секретар е Аристотел Дудулов.
От 1 юни 1915 година до 21 юни същата година, Герасим Струмишки поема временно управлението на Неврокопска епархия.
Той е автор и на някои научни трудове с историко-географска и църковна тематика.
Герасим Струмишки умира на 1 декември 1918 година в София. Погребан е криптата на катедралната църква „Св. св. Кирил и Методий“ в Струмица, чийто строеж той инициира.
Името „Митрополит Герасим“ носи улица в центъра на Петрич.